# برت (مجارستان)
برت (به مجاری:  Beret) یک منطقهٔ مسکونی در مجارستان است که در ناحیه انچ واقع شده‌است. برت ۶٫۷۸ کیلومتر مربع مساحت و ۲۸۷ نفر جمعیت دارد.